# H/F Villum Clausen
Hurtigfærgen WorldChampion Jet (tidligere Villum Clausen) er en katamaran, som sejler for det græske rederi Seajets. Frem til 2018 sejlede færgen for BornholmerFærgen mellem Rønne og Ystad.
Denne hurtigfærge blev leveret i 2000 af Austal Ships i Australien.
Færgen har en kapacitet på ca. 286 personbiler og 1055 passagerer. Der er krav om siddepladser til alle.
Topfarten er 48 knob eller 89 km i timen. Villum blev optaget i Guinness Rekordbog for sin topfart og for længste tilbagelagte distance på 24 timer ved sejladsen 16.-17 februar 2000 fra værftet Austal Ships i Australien til Danmark.
Hastigheden på 85 % MCR er 41 knob med 485 dwt om bord.
I forbindelse med Bornholmslinjens overtagelse af den samfundsbegrundede sejlads til Bornholm blev Villum Clausen i 2018 solgt til det græske rederi Seajets til sejlads mellem de græske øer i Middelhavet og tog ved denne lejlighed navneforandring til WorldChampion Jet under cypriotisk flag. 

## Rute
Villum Clausen sejlede som ekstra-/reservefærge mellem Rønne, Bornholm og Ystad, Sverige, som supplement til rederiets primære hurtigfærge, H/F Leonora Christina. Det tog ca. 5 kvarter. Ved en bølgehøjde på to meter eller højere bliver sejladsen overtaget af for eksempel Povl Anker.

## Trivia
Villum Clausen, som færgen er opkaldt efter, var svoger til Jens Pedersen Kofod, og det var Villum Clausen, der skød den svenske kommandant Johan Printzensköld, da denne søgte at undslippe anholdelse.